# Valentín González
Valentín González González, popularmente conocido como El Campesino (Malcocinado, 4 de noviembre de 1904-Madrid, 20 de octubre de 1983), fue un militar comunista español que tuvo una destacada participación en la guerra civil española al frente de varias unidades del Ejército Republicano.

## Biografía

### Primeros años
Aunque las diversas fuentes no son unánimes en la biografía de su juventud, los datos aquí expuestos son considerados bastante probables por los historiadores.
Valentín González González nació en el año 1904 en la localidad pacense de Malcocinado, en una de las regiones más pobres de España a principios del siglo XX. Su padre era un jornalero anarquista y militante de la Confederación Nacional del Trabajo (CNT), que fue ejecutado mediante garrote vil junto a su hija por los sublevados en 1937.
Apenas asistió a la escuela durante su niñez, necesitando su familia de su trabajo como jornalero o arriero. En torno a los ocho años de edad, su familia se trasladó al norte de la provincia de Córdoba para trabajar en las minas de la zona, y Valentín González pudo alternar el trabajo con la escuela. Fue entonces cuando descubrió la figura de Juan Martín Díez «el Empecinado» —héroe de la Guerra de la Independencia frente a las tropas napoleónicas, y posteriormente ahorcado por el régimen reaccionario de Fernando VII—, por el que sentía una especial admiración.
En esta época protagonizó diversos enfrentamientos con las fuerzas del orden, particularmente la Guardia Civil, y ganó su apodo de El Campesino tras su primer atentado —a los dieciséis años—, efectuado contra la comisaría de policía de Peñarroya-Pueblonuevo. En el ataque murieron cuatro guardias civiles, y González se vio obligado a esconderse en las montañas junto a su compañero El Virulente. Serían finalmente capturados, encarcelados y torturados, logrando el primero sobrevivir, si bien su compañero falleció en la prisión de Fuente Obejuna.
Al alcanzar la mayoría de edad es destinado al Ejército de África, incurso en la guerra del Rif. Se incorporó a la Armada pero, después de un accidente de barco en el puerto de Larache es reasignado a la Legión Española, que supone para él una excelente escuela de guerra y en formación guerrillera. Encarcelado por matar a un sargento que le había abofeteado, logra fugarse de la prisión y deserta a las tropas rifeñas de Abd el-Krim. Es nuevamente capturado, y solo evita la pena de fusilamiento gracias a la amnistía de 1926, con motivo del final del conflicto.
Durante 1929 viaja por Andalucía, Castilla y Extremadura, con el propósito de movilizar políticamente a sus habitantes. Hacia 1930 abandona la CNT e ingresa en el Partido Comunista de España (PCE), emigrando además a Madrid para emplearse como albañil por cuenta propia al frente de una pequeña cuadrilla.
Tras la proclamación de la Segunda República continúa su actividad política dentro del PCE, en el cual gozó de renombre entre sus aún escasos militantes. Forma una milicia, a la que entrena en el manejo de armas y tácticas de combate con la pretensión de repetir en Madrid la Revolución de Asturias de 1934. Fracasada la intentona, es internado en la cárcel Modelo de Madrid, donde traba contacto con varios líderes republicanos. Beneficiado de la amnistía posterior a las elecciones generales de 1936, continúa formando una unidad de milicianos con los que, una vez producido el golpe de Estado de julio de 1936, se adhiere a los defensores de la República.

### Guerra civil española
Antes de la guerra se le conoce un matrimonio tardío del que nacieron tres hijos, pero perdió el contacto con ellos durante la guerra civil y los dio por muertos. Durante el conflicto, se encuadró en el Quinto Regimiento, y posteriormente desempeñó el mando de la 10.ª Brigada Mixta y la 46.ª División, participando y siendo herido en las batallas de Guadalajara, Brunete y Belchite. Ganó notoriedad en las filas republicanas, aunque recibió acusaciones de brutalidad con sus subordinados y prisioneros e incluso sus superiores —Líster, Modesto...— lo tomaban por cobarde y fanfarrón. En los últimos momentos de la batalla de Teruel, cuando ya parecía próxima la caída de la capital turolense ante los sublevados, abandonó la ciudad durante la noche sin oponer mayor resistencia, lo que fue motivo de no pocas críticas por parte de sus camaradas. Sus subordinados quedaron, después de la toma de Teruel por las fuerzas franquistas, dispersos y desarmados por los caminos, habiendo dejado atrás a los heridos en el curso de la retirada impuesta por El Campesino, lo que provocó que más de 400 efectivos fueran hechos prisioneros por el enemigo. Valentín González reaccionó acusando a Modesto y Líster de haberle abandonado a su suerte en Teruel, recibiendo como respuesta una acusación por parte de Líster de haber desertado del campo de batalla y abandonado a sus hombres.
Tras este desastre, a finales de marzo de 1938 volvió junto a su división al deshecho Frente de Aragón, pero su baja moral —y simulando encontrarse enfermo— le llevó a ser relevado en el mando de la 46 División por el comandante Pedro Mateo Merino, que lideró la división en la defensa de Lérida. Aunque no pudo evitar que la ciudad sucumbiese también, la división consiguió retrasar el avance franquista, y por su buen comportamiento en combate fue condecorada.
Estaba prevista su participación como teniente coronel al mando de la 46.ª División en la batalla del Ebro, pero fue destituido el 26 de julio, una vez empezada la ofensiva por la que el Ejército del Ebro cruzó el río por doce puntos diferentes. Aunque argumentó estar enfermo, su superior Líster lo visitó en su puesto de mando, y manifestó después que al Campesino solo le había entrado un ataque de pánico ante la idea de cruzar el río. Por ello, fue relevado del mando y reemplazado por Domiciano Leal al frente de la división. Con la destitución, acabó también su actividad militar durante la República.

### Periodo en el exilio
Al concluir la guerra en 1939, escapó en un barco desde el puerto de Adra con un maletín de 160 000 pesetas en billetes rumbo al norte de África, siendo internado en el campo de concentración de Boghar (Argelia). Después de este periplo, terminaría instalándose en la Unión Soviética, e ingresó en la Escuela Superior de Guerra con el rango de сombrig (comandante de brigada). Tras problemas de diversa índole con las autoridades soviéticas intentó huir de la URSS hacia Irán, pero fue devuelto al primer país por el SMERSH, lo que le supuso ser internado en el campo de trabajo del Gulag en Vorkutá (República de Komi). Finalmente logró escapar de la URSS en 1949 a través de la frontera iraní para vivir en el exilio en Francia, aunque es posible que inicialmente marchase por encargo de los servicios secretos soviéticos. Sea como fuere, pronto comenzó a pronunciar alegatos antiestalinistas y en 1952, ayudado por Julián Gorkin, publicó Vida y muerte en la U.R.S.S., traducido en seguida a 14 idiomas,
El Campesino pudo regresar en 1977 a España, declarándose simpatizante del Partido Socialista Obrero Español y mostrando su apoyo a Felipe González. Descubrió también que su mujer e hijos, a los que había dado por muertos décadas atrás, seguían con vida. Murió en Madrid en 1983.

## Obra
- Vida y muerte en la U.R.S.S. (1939-1949) (autobiografía) (1950).
- Comunista en Espaňa y antiestalinista en la URSS (1952).
- Yo escogí la esclavitud (Plaza & Janés, 1976).